# Joshua Morrow
Joshua Morrow (Juneau (Alaska), 8 februari 1975) is een Amerikaans acteur.
In 1994 ging hij deel uitmaken van de cast van soapserie The Young and the Restless als Nicholas Newman, een rol die hij nog steeds speelt.
In 2001 trouwde hij met Tobe Keeney, met wie hij al lang een relatie had. Ze hebben intussen 2 zoontjes: Cooper Jacob en Crew James. 